# 京渓街道
京渓街道（けいけいがいどう）は、広州市白雲区の街道。現行行政地名は京渓街道京海社区、京渓街道京宇社区などの社区16個がある。

## 地理
広州市白雲区の南東部に位置している。

## 行政区画
16社区を管轄する。

## 施設

### 交通
・地下鉄の駅：